# National Film Award/Bester Film über Umweltschutz
Die Gewinner des National Film Award der Kategorie Bester Film über Umweltschutz (Best Film on Environment Conservation/Preservation) waren:
| Jahr | Film               | Sprache   | Regisseur            | Produzent           |
| ---- | ------------------ | --------- | -------------------- | ------------------- |
| 1998 | Malli              | Tamilisch | Santosh Sivan        |                     |
| 1999 | Jalamarmaram       | Malayalam | T. K. Rajeev Kumar   |                     |
| 2000 | Oru Cheru Punchiri | Malayalam | M. T. Vasudevan Nair |                     |
| 2005 | Thutturi           | Kannada   | P. Seshadri          | Jaimala Ramchandra  |
| 2006 | kein Preis         | -         | -                    | -                   |
| 2007 | kein Preis         | -         | -                    | -                   |
| 2008 | Jianta Bhoota      | Oriya     | Prashanta Nanda      | Akshay Kumar Parija |

Derzeit erhalten Produzent und Regisseur des Gewinnerfilms je einen Rajat Kamal und ein Preisgeld von 150.000 Rupien.